# Liste des épisodes de Power Rangers : Samurai
 (décembre 2013).
Si vous disposez d'ouvrages ou d'articles de référence ou si vous connaissez des sites web de qualité traitant du thème abordé ici, merci de compléter l'article en donnant les références utiles à sa vérifiabilité et en les liant à la section « Notes et références ».
Cet article présente le guide des épisodes de la dix-huitième saison de la série télévisée américaine Power Rangers, Power Rangers : Samurai.

## Épisodes

### Épisode 01:Les origines, première partie
- N° de production : 701[1]
- Titre original : Origins, Part 1
- Résumé : Le Ranger Rouge réunit son équipe de Power Rangers pour repousser la menace des Nighlok dont Maître Xandred, le tout puissant chef qui a vaincu les Anciens Rangers Samouraïs.

### Épisode 02:Les origines, deuxième partie
- N° de production : 702
- Titre original : Origins, Part 2
- Résumé : Alors que la nouvelle équipe tente de s'habituer à leurs nouvelles vies, Emily révèle une chose étonnante sur elle : elle n'aurait pas du être la Ranger jaune ; c'est sa sœur, Séréna, qui aurait dû l'être mais elle est tombée malade. Lorsqu'un Nighlok attaque les Rangers doivent former le Megazord pour vaincre les Nighloks.

### Épisode 03:L'union fait la force
- N° de production : 703
- Titre original : The Team Unites
- Résumé : Mike est frustré car il n'est pas parvenu à stopper une attaque comme Jayden et Kevin. Il décide alors d'aller s'amuser avec ses amis, mais ces derniers sont blessés lorsqu'un Nighlok du nom de Rofer attaque...

### Épisode 04:Promesse de Nighlok
- N° de production : 704
- Titre original : Deal With a Nighlok
- Résumé :Après que le sournois Doubletone a réussi à convaincre Ryan, un jeune garçon, d'abandonner ses rêves de devenir un joueur de baseball professionnel, les Rangers mènent l'enquête...

### Épisode 05:Jour de repos
- N° de production : 705
- Titre original : Day Off
- Résumé : Lorsque les Rangers obtiennent un jour de congé et décident d'aller dans un parc d'attractions, Jayden décide de rester à la maison pour s'entraîner et maîtriser le Disque Scarabée qui nécessite le double du Symbole du pouvoir d'un disque normal...

### Épisode 06:Un mal, des mots
- N° de production : 706
- Titre original : Sticks & Stones
- Résumé : Quand Negatron arrive en ville avec des insultes provoquant une douleur physique, seul Emily semble être immunisée. Elle explique alors aux Rangers que c'est sa sœur qui lui a appris à ignorer les insultes...

### Épisode 07:Comme un poisson hors de l'eau
- N° de production : 707
- Titre original : A Fish Out of Water
- Résumé : Les Rangers apprennent l'existence d'un nouveau Zord vivant dans la nature, le Zord Espadon, et c'est Kevin qui est chargé de le capturer. Mais il a du mal à le capturer même avec l'aide des Symboles du pouvoir...

### Épisode 08:Vive les mariées!
- N° de production : 708
- Titre original : There Go the Brides
- Résumé : Dayu capture des jeunes mariées pour leurs voler leurs larmes et en faire une robe de Mariée. Jayden et Mia se déguisent donc en mariés pour la stopper mais ratent leurs coups. Mike comprend alors que Dayu choisit les mariages qu'elle va attaquer selon leurs lieux...

### Épisode 09:La marionnette bleue
- N° de production : 709
- Titre original : I've Got a Spell on Blue
- Résumé : Lors d'un combat contre Madimot, Kevin sauve Mike et prend l'attaque à sa place. Il est alors contrôlé par le Nighlok et se retourne contre ses amis. Le Nighlok révèle qu'il dispose également du Zord Tigre...

### Épisode 10:L'arbre qui cache la forêt
- N° de production : 710
- Titre original : Forest for the Trees
- Résumé : Mike est déçu de ne pas avoir été choisi pour utiliser le Zord Scarabée. Il profite donc d'un combat contre un Nighlok, ayant le pouvoir de voler et de faire perdre toute espoir aux personnes touchés par sa pluie, pour utiliser le Disque Scarabée. Mais il ne parvient pas à le maitriser et le Nighlok parvient à s'enfuir...

### Épisode 11:Un chef à l'épreuve
- N° de production : 711
- Titre original : Test of the Leader
- Résumé : Quand maître Xandred apprend que Jayden a le pouvoir de l'enfermer à jamais dans le monde d'en-bas, il envoie une armée de Nighlok attaquer la ville. Pour détruire le Ranger rouge, il envoie Robtish qui parvient à blesser Emily et Kevin. Mais Deker vient les aider pour éviter que le Nighlok ne tue son ennemi...

### Épisode 12:Le combat de Jayden
- N° de production : 712
- Titre original : Jayden's Challenge
- Résumé : Après le combat Jayden part en ville pour mettre hors de danger ses amis. Mais ces derniers, qui se remettent à peine du combat précédent sont très inquiets. Kevin commence d'ailleurs à travailler sur un moyen pour combiner le Megazord avec le Vaisseau de combat...

### Épisode 13:L'invité surprise
- N° de production : 713
- Titre original : Unexpected Arrival
- Résumé : Un drôle de pêcheur du nom d'Antonio arrive en ville et contacte les Rangers qui sont fort occupés avec les capteurs de distorsion qui semble mal fonctionner. En effet il signale un Nighlok alors qu'il n'y a personne. Mais Jayden sent une présence. Le Nighlok du nom de Vulpes tente de le rendre fou en lui faisant sentir des choses qui n'existent pas. Mais plus tard quand Antonio se transforme en ranger Doré les autres rangers samurai étaient sans voix

### Épisode 14:De la place pour six
- N° de production : 714
- Titre original : Room for one more
- Résumé : Antonio se rend à la maison Shiba pour devenir un Ranger Samourai. Mais il est très surpris car Jayden refuse de l'intégrer à l'équipe et Ji lui confisque son Morpher. Quand Steeleto attaque la ville, les Rangers se font très vite battre...

### Épisode 15:Un duo de choc
- N° de production : 715
- Titre original : The Blue and the Gold
- Résumé : Antonio réussit à réparer le Crustazord. Pourtant Kevin ne le considère toujours pas comme un Samouraï. Antonio décide alors de l'espionner grâce à des caméras. Pendant ce temps Octoroo tente de mettre son plan à exécution. Il veut faire pleurer les enfants en leurs volant leurs jouets...

### Épisode 16:Esprit d'équipe
- N° de production : 716
- Titre original : Team Spirit
- Résumé : Le jour de son anniversaire Emily est attaquée par un Nighlok qui lui vole son âme. Les Rangers ont 24 heures pour récupérer l'âme d'Emily sinon elle sera perdue à jamais et Emily poussera son dernier soupir. Les Rangers cherchent donc un moyen de rentrer dans la Rivière Sanzu...

### Épisode 17:La porte de Tengen
- N° de production : 717
- Titre original : The Tengen Gate
- Résumé : De nombreux Nighlok remontent à la surface car la rivière Sanzu  grimpe de plus en plus. Les Rangers décident donc d'aller chercher la Boîte noire en espérant qu'Antonio pourra la programmer pour donner à l'équipe de nouveaux pouvoirs...

### Épisode 18:Face à face
- N° de production : 718
- Titre original : Boxed In
- Résumé : Maitre Xandred ordonne à Dayu de vaincre Deker. Ce dernier soigne Jayden pour pouvoir avoir son grand duel qui le libérera de sa malédiction. Pendant ce temps les Rangers confient à Antonio le soin de programmer la Boîte noire pendant qu'ils vont repousser l'attaque des Nighlok...

### Épisode 19:Rêves brisés
- N° de production : 719
- Titre original : Broken Dreams
- Résumé : Les Rangers doivent rentrer dans le monde des rêves pour sauver Antonio et Mia de Rhinorêvos qui risque de les dévorer s'ils ne les sauvent pas à temps. Mia enfermée dans le monde des rêves voit le passé de Dayu...

### Épisode 20:Un duel suprême
- N° de production : 720
- Titre original : The Ultimate Duel
- Résumé : Les rangers tentent de vaincre Rhinorêvos qui tente à nouveau de dévorer les humains et battre les rangers pendant que Jayden et Deker s'affrontent en ultime duel jusqu’à la mort sur une falaise...

### Épisode 21:La fête des monstres
- N° de production : 721
- Titre original : Party Monsters
- Résumé : Halloween est la fête préféré de tous les Nighlok. Pour rentrer dans la fête la plus effrayante de l'année ils se racontent leurs batailles avec les Rangers Samouraï...
- Diffusion :
  -  États-Unis : 29 octobre 2011
  -  France : 31 octobre 2015

### Épisode 22:La confrontation des Rangers rouges
- N° de production : 722
- Titre original : Clash of the Red Rangers
- Résumé : Les rangers travaillent avec le Ranger rouge RPM pour vaincre les forces de Xandred et des robots de la dimension des Rangers RPM. Mais les Rangers Samouraïs bleu, vert, jaune, rose et doré sont envoyés dans l'autre dimension ; quant au Ranger Samurai rouge et au Ranger RPM, ils sont frappés par des Hypnoboulons et se mettent à se battre l'un contre l'autre...
- Diffusion :
  -  États-Unis : 26 novembre 2011
  -  France : 7 novembre 2015
- Commentaire : D'une durée de près d'une heure, ce téléfilm a été diffusé originellement aux États-Unis en tant qu'épisode spécial de la saison Samurai alors qu'il s'insère chronologiquement dans la saison suivante Super Samurai. Il a été diffusé en deux parties dans certains pays (ce qui porte parfois le nombre d'épisodes de la saison à 24). Steven Skyler qui interprète d'habitude le Ranger Samouraï doré n'étant pas disponible, il est doublé vocalement par Jeremy Birchall.

### Épisode 23:Noël tous unis, amis pour la vie
- N° de production : 723
- Titre original : Christmas Together, Friends Forever
- Résumé : Les Rangers Samouraï font le point sur leur première année en tant qu'équipe. Et par un matin enneigé, ils vont apprendre le vrai sens de la fête de Nöel...
- Diffusion :
  -  États-Unis : 10 décembre 2011
  -  France : 25 décembre 2015 sur Canal J